# Economische douaneregeling
Een economische douaneregeling is een douaneregeling waarbij goederen een economische meerwaarde krijgen. Een economische meerwaarde wil zeggen dat de waarde van de goederen meer geworden is gedurende de tijd dat ze onder een douaneregeling waren geplaatst of dat er een economische behandeling met de goederen is gebeurd.
In het Communautair Douanewetboek (CDW) spelen douanebestemmingen een zeer belangrijke rol. Zo moet op gezette tijden voor niet-communautaire goederen een nieuwe toegestane douanebestemming worden gekozen (art. 48 CDW) de douanebestemming "plaatsing van goederen onder een douaneregeling" (art 4 lid 15 letter a CDW) is de belangrijkste. Door te kiezen voor deze douanebestemming wordt de eerste stap gezet richting economische douaneregeling.
De volgende economische douaneregelingen zijn mogelijk in de Europese Unie:
- douane-entrepot
- actieve veredeling
- behandeling onder douanetoezicht
- tijdelijke invoer
- passieve veredeling

De economische meerwaarde bij de douaneregeling douane-entrepots ontstaat door de opslag van de goederen, bij actieve veredeling doordat niet-communautaire goederen binnen de EU bewerkt met vervolgens wederuitvoer, verwerkt of hersteld worden, bij behandeling onder douanetoezicht door het bewerken of verwerken van niet-communautaire goederen waarbij het resultaat in het vrije verkeer van de EU gebracht wordt, bij tijdelijk invoer door het wederuitvoeren van goederen in ongewijzigde staat en bij passieve veredeling door het invoeren van communautaire goederen na bewerking buiten de EU.

## Algemene bepalingen bij economische douaneregelingen
Bij de economische douaneregelingen gebeurt er iets met de goederen gedurende de tijd dat deze zich onder zo een regeling bevinden. Voor de douane is het belangrijk dat gecontroleerd kan worden wat er met de goederen is gebeurd. Daarom moet de douane van tevoren over een aantal zaken geïnformeerd worden:
- welke economische douaneregeling is van toepassing.
- welke handelingen vinden er met de goederen plaats.
- met welke goederen worden die handelingen uitgevoerd.
- wat is het resultaat van de handelingen.
- waar vinden de handelingen plaats.
- hoe zijn de handelingen te controleren.

## Vergunning
De douane moet het gebruik van een economische douaneregeling kunnen controleren. Hiervoor is een vergunning nodig. 

### Aanvraag vergunning
Om een vergunning te kunnen krijgen moet deze allereerst aangevraagd worden. Hiervoor moet van een speciaal formulier gebruikgemaakt worden waarin nogal wat gegevens vermeld dienen te zijn. In een aantal gevallen situaties heeft de douane echter geen behoefte aan al deze gegevens. Daarom is het in een aantal gevallen ook mogelijk om de vergunning aan te vragen met de douaneaangifte die gedaan wordt om de goederen aan te geven voor de economische douaneregeling:
- bij actieve veredeling als de economische voorwaarde geacht te zijn vervuld.
- bij behandeling onder douanetoezicht als de economische voorwaarde geacht te zijn vervuld.
- bij tijdelijke invoer.
- bij passieve veredeling indien er sprake is van herstelling (reparatie).

Een vergunning die aangevraagd wordt met het hiervoor bestemde formulier heeft vrijwel altijd een doorlopend karakter. Dat wil zeggen dat de vergunning een bepaalde tijd geldig is. Een vergunning voor een economische douaneregeling is overigens maximaal 3 jaar geldig. Een vergunning die wordt aangevraagd met de douaneaangifte die wordt gedaan, is alleen van toepassing op de goederen die worden aangegeven.

### Grensoverschrijdende vergunning
Voor de douaneprocedures moet de EU als één gebied aangemerkt worden. Het zou dan ook vreemd zijn dat men meerdere vergunningen moet hebben omdat men een bepaalde economische douaneregeling in meerdere lidstaten toepast. Een vergunning kan daarom in meerdere lidstaten van de EU gebruikt worden. Dit wordt een grensoverschrijdende vergunning genoemd. Het land waar de hoofdadministratie van de veredelaar (diegene die de veredeling doorvoert) bevindt moet de vergunning verlenen.

## Economische voorwaarden
Om te voorkomen dat de toepassing van een economische douaneregeling nadelig is voor de economie van de EU zelf moet worden voldaan aan economische voorwaarden:
- Het is economisch niet zinvol om gebruik te maken van bronnen (zoals grondstoffen) in de EU. Dit kan onder meer betrekking hebben op de prijs of kwaliteit van die bronnen.
- De vervaardigde producten mogen niet als zodanig voorhanden zijn in de EU. Dat betekent dat de producten al niet zonder meer aanwezig zijn in de EU zonder dat die vervaardigd zijn met toepassing van een economische douaneregeling.
- Er is sprake van een aanzienlijk prijsverschil indien er wel of geen toepassing is van economische douaneregeling.
- Door contractuele verplichtingen moet gebruik worden gemaakt van economische douaneregelingen.

## Begin en einde van een economische douaneregeling
Een economische douaneregeling is ook een douaneregeling dus moet een douaneaangifte worden gedaan om de goederen onder zo'n douaneregeling te plaatsen. Een economische douaneregeling wordt beëindigd door de goederen die onder de regeling zijn geplaatst of de goederen die ontstaan zijn tijdens het gebruik van die economische douaneregeling weer een toegestane douanebestemming te geven. Om de goederen een toegestane douanebestemming te geven moet een douaneaangifte worden gedaan.